# Aito M9
La Aito M9 est un grand SUV électrique, ou à prolongateur d'autonomie, produit à partir de 2024 par le constructeur automobile chinois Aito (acronyme de Adding Intelligence To Automobile), co-entreprise du constructeur Seres et du fabricant d'électronique Huawei. L'Aito M9 est le troisième véhicule de la marque après le crossover M5 et le SUV M7.

## Présentation
L'Aito M9 est présentée en décembre 2023.

## Caractéristiques techniques

### Motorisations
La M9 électrique est équipée de deux moteurs électriques placés sur les essieux. Le moteur avant offre une puissance de 160 kW et 277 N m de couple et l'arrière 230 kW et 396 N m, associé à une batterie NMC d’une capacité de 100 kWh sous 800 Volts.